# Bångska huset
Ej att förväxla med Bångska palatset
Bångska huset är en byggnad i fastigheten Fiskaren mindre 14 vid Fiskargatan 6 på Södermalm i Stockholm. I huset låg den centrala telegrafstationen för det östra optiska telegrafsystemet i Sverige. På fasaden mot Fiskargatan finns en minnesplatta med telegraftecknet 615, som betyder "till".

## Historik

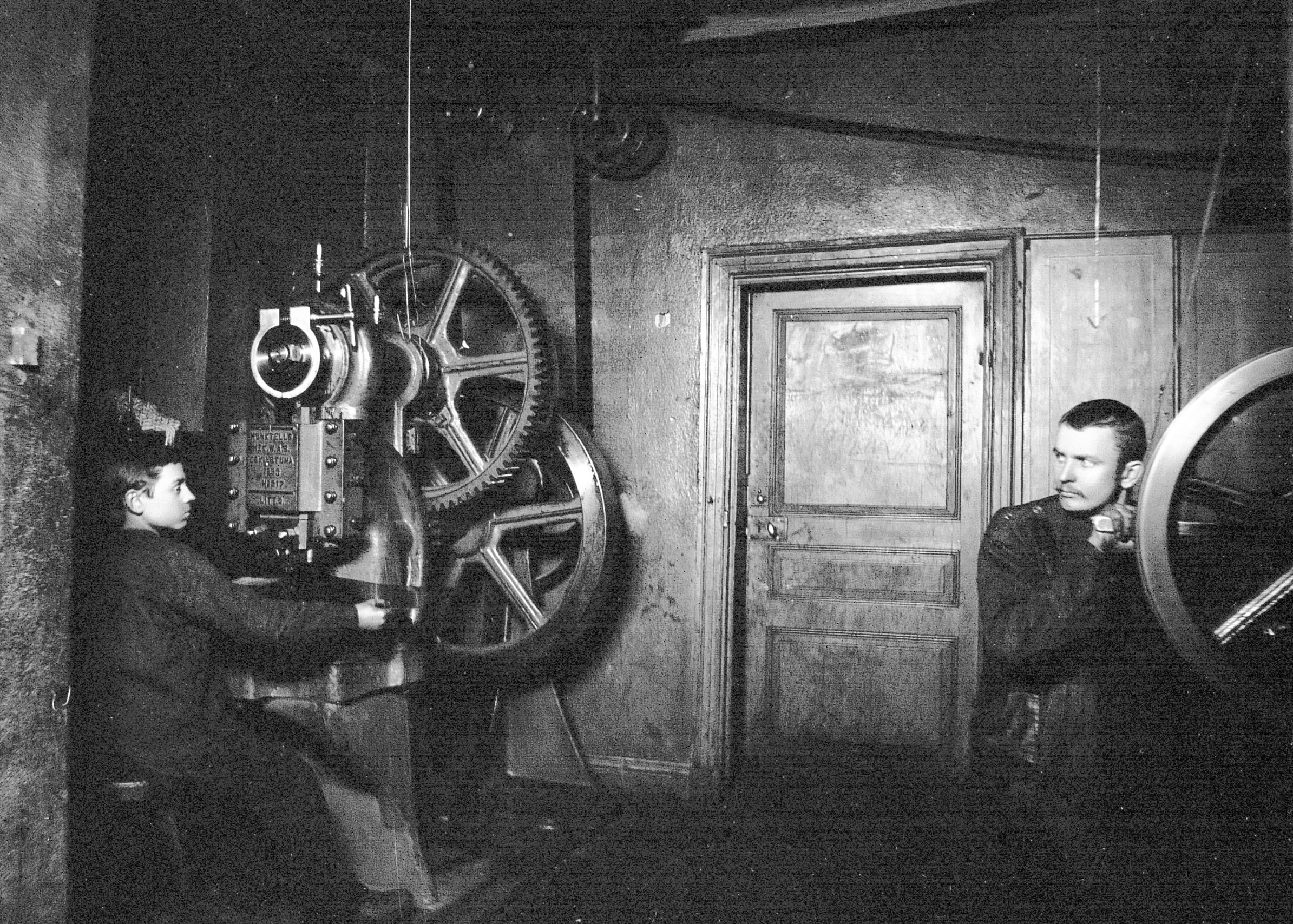
Telegrafverket, verkstadsinteriör i Bångska huset 1890-tal.

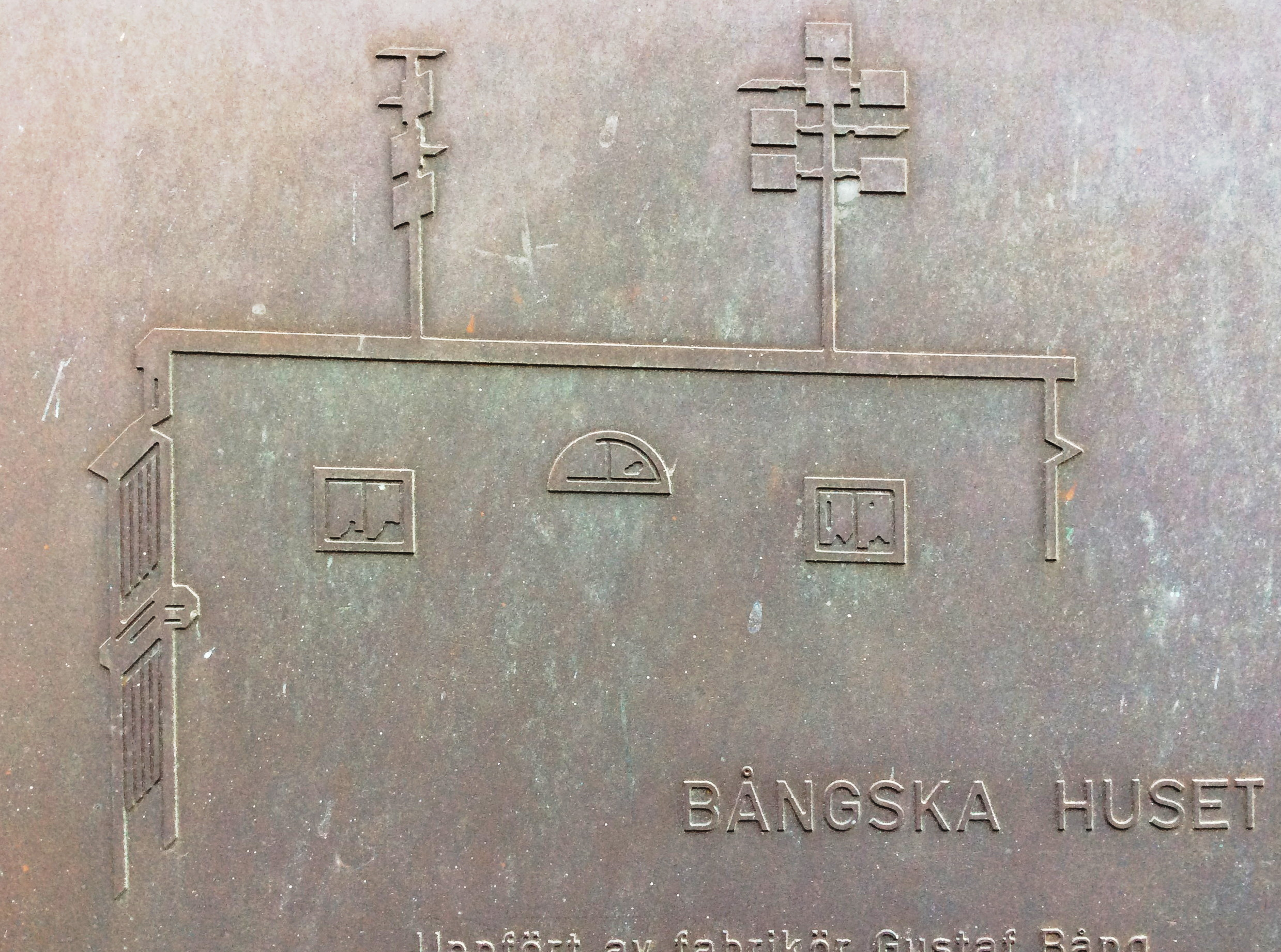
Minnesplakett på huset

Fabrikören Gustaf Bång (1792–1869) byggde 1837 ett hus med ett platt tak vid dåvarande Fiskargränden, numera på Fiskargatan 6, på Mosebacke. Han flyttade dock inte in i huset, utan lämnade det 1838 till Telegrafinrättningen mot en årlig livränta för sig och sin hustru för att bli huvudstation för Stockholm för den optisk telegrafen. Två ställningar restes på taket  med vridbara luckor för signallgivning. Med kikare kunde dessa ses upp till tre mil under gynnsamma siktförhållanden. 
Den centrala telegrafstationen i Stockholm hade tidigare varit Kammarrättens hus på Riddarholmen. Från Bångska huset hämtades meddelanden från och lämnades till telegrafstationen i Älta på den södra linjen till Landsort. På den norra linjen till Arholma båk var nästa station Kummelnäs.
Efter det att den optiska telegrafen lagts ned i september 1866, användes fastigheten av Telegrafverket till 1913, då det flyttade till Nynäshamn. Den användes från 1874 av Telegrafverkets undervisningsanstalt, och från 1891 också för verkstäder. Omkring sekelskiftet 1800/1900 uppfördes en industribyggnad för Televerkets mekaniska verkstad, ritad av Isak Gustaf Clason på tomten bakom Bångska huset mot Svartensgatan.
Fiskargatan 6 användes från 1913 av det nybildade Stille Werner AB för dess instrumentfabrik. Den flyttade från Kungsholmen och var där till sommaren 1981, då företaget flyttade till Årsta gärde. Under denna period tillverkades kirurgiska instrument, från 1920-talet i rostfritt stål,  till exempel saxar, kärlklämmor, menisktänger och bentänger, enligt huvudsakligen samma hantverksliknande metoder hela tiden. Där inrymdes också länge en smedja, senare flyttad till Eskilstuna. Kooperativa Förbundet flyttade in i huset 1982 efter Stille-Werner, efter en större ombyggnad, och var där till år 2002.